# 全力で、愛していいかな?
『全力で、愛していいかな?』（ぜんりょくであいしていいかな、英語: Will you let me love you with all my heart?）は、さんずい尺による日本の漫画作品。forcs内の電子雑誌レーベル『.FiZZ』にて連載中で、2020年8月7日より、コミックシーモアにて先行配信が開始された。2022年9月22日には、紙版の単行本1巻がviviONより刊行された。
建設現場で働く恋愛から遠ざかっていたアラサー女性が、ランチ友達と思っていたアラフォー男性から交際を迫られ、お付き合いの「お試し期間」の中で繰り広げられる、初恋の様な大人同士のラブストーリー。
コミックシーモアによる「みんなが選ぶ!!電子コミック大賞2022」女性部門賞、めちゃコミックによる「みんなの推し恋愛マンガ大賞」大人の恋愛部門へ入賞するなど、女性を中心に話題を呼んでいる。
2023年2月期にテレビ東京系列にてテレビドラマ化された。

## 登場人物
声の項はボイスコミックのキャスト。
篁 千世（たかむら ちよ）
声 - 伊藤静
主人公。大手建設会社の土木部に勤める女性。30歳。
瀬尾からの告白に、お付き合いの「お試し期間」を提案する。
瀬尾 一愛（せお いちか）
声 - 興津和幸
外資系企業の副社長。ハイスペックなイケおじ。45歳。
恋愛に関してピュア。千世に交際を申し込む。

## 書誌情報
- さんずい尺『全力で、愛していいかな?』viviON〈viviON THOTH〉、既刊2巻（2023年1月24日現在）
  1. 2022年9月22日発売[5]、ISBN 978-4-910803-02-9
  2. 2023年1月24日発売[6]、ISBN 978-4-910803-08-1

## テレビドラマ
2023年2月4日（3日深夜）から3月25日（24日深夜）まで、テレビ東京系「ドラマ25」枠で放送された。主演は桜庭ななみ。

### キャスト

#### 主要人物
篁千世（たかむら ちよ）〈30〉
演 - 桜庭ななみ
主人公。建設会社に勤める女性。
瀬尾からの告白に、お付き合いの「お試し期間」を提案する。
瀬尾一愛（せお いちか）〈45〉
演 - 竹財輝之助
外資系企業の副社長。ハイスペックなイケおじ。
恋愛に関してピュア。千世に交際を申し込む。

#### 千世の関係者
城野丈
演 - 岩岡徹（Da-iCE）
ドラマオリジナルキャラクター。千世の同期。
本郷灯
演 - 渡邉理佐
千世の後輩。既婚。

#### 瀬尾の関係者
夢路
演 - 小田井涼平
瀬尾の中学時代からの友人、かつ会社の社長。
父親から引き継いだ会社を瀬尾と一緒にやることになるとは、と語っている。
潤
演 - 藤森慎吾
夢路の部下。

#### その他
紅山亨
演 - 町田悠宇

ハル
演 - 桃月なしこ

コナツ
演 - 柿木風花

瀬尾八重子
演 - 原日出子

### スタッフ
- 原作 - さんずい尺『全力で、愛していいかな?』（株式会社forcs / 株式会社viviON）
- 脚本 - 川﨑いづみ[9]
- 音楽 - 鈴木ヤスヨシ
- 主題歌 - I Don't Like Mondays.「WOLF VIBES」（rhythm zone）[8]
- オープニングテーマ - 黒子首「あいあい」（TOY'S FACTORY）[8]
- エンディングテーマ - I Don't Like Mondays.「MOON NIGHT」（rhythm zone）[8]
- 監督 - 金井純一[9]、本間利幸[9]、朝比奈陽子[9]
- プロデューサー - 村田充範（テレビ東京）、高瀬敦也（ジェネレートワン）、小林和紘（FCC）
- 制作 - テレビ東京、ジェネレートワン
- 制作協力 - FCC
- 製作著作 - 「全力で、愛していいかな?」製作委員会

### 放送日程
| 各話   | 放送日  | サブタイトル          | 監督       |
| ------ | ------- | --------------------- | ---------- |
| 第1話  | 2月04日 | お●●●恋愛のはじまり   | 金井純一   |
| 第2話  | 2月11日 | おためし恋愛の期限    | 本間利幸   |
| 第3話  | 2月18日 | さわやか交際宣言      | 本間利幸   |
| 第4話  | 2月25日 | 決意のおうちデート    | 朝比奈陽子 |
| 第5話  | 3月04日 | 波乱の温泉デート      | 朝比奈陽子 |
| 第6話  | 3月11日 | 涙の路上ハグ          | 本間利幸   |
| 第7話  | 3月18日 | おためし終了宣言      | 朝比奈陽子 |
| 最終話 | 3月25日 | 全力で愛していいかな? | 金井純一   |

### 放送局
| 放送期間                | 放送時間                     | 放送局         | 対象地域       | 備考                     |
| ----------------------- | ---------------------------- | -------------- | -------------- | ------------------------ |
| 2023年2月4日 - 3月25日  | 土曜 0:52 - 1:23（金曜深夜） | テレビ東京     | 関東広域圏     | 製作局                   |
|                         |                              | テレビ北海道   | 北海道         |                          |
|                         |                              | テレビ愛知     | 愛知県         |                          |
|                         |                              | テレビ大阪     | 大阪府         |                          |
|                         |                              | TVQ九州放送    | 福岡県         |                          |
| 2023年2月17日 - 4月7日  | 金曜 1:05 - 1:35（木曜深夜） | テレビせとうち | 岡山県・香川県 |                          |
| 2023年5月11日 - 6月29日 | 木曜 0:00 - 0:30（水曜深夜） | BSテレ東       | 全国           |                          |
|                         |                              | BSテレ東4K     | 全国           | 4Kアップコンバートで放送 |

### ネット配信
| 配信開始月 | 配信サイト     | 配信料金     | 備考       |
| ---------- | -------------- | ------------ | ---------- |
| 2023年2月  | U-NEXT         | 定額制有料   |            |
| 2023年2月  | ネットもテレ東 | 広告付き無料 | 見逃し配信 |
| 2023年2月  | TVer           | 広告付き無料 | 見逃し配信 |
| 2023年2月  | GYAO!          | 広告付き無料 | 見逃し配信 |

| テレビ東京系列 ドラマ25                              | テレビ東京系列 ドラマ25                            | テレビ東京系列 ドラマ25                   |
| 前番組                                               | 番組名                                             | 次番組                                    |
| ---------------------------------------------------- | -------------------------------------------------- | ----------------------------------------- |
| 花嫁未満エスケープ 完結編 （2023年1月7日 - 1月28日） | 全力で、愛していいかな? （2023年2月4日 - 3月25日） | クールドジ男子 （2023年4月15日 - 7月1日） |